# Тарасівська волость (Звенигородський повіт)
Тарасівська волость — адміністративно-територіальна одиниця Звенигородського повіту Київської губернії з центром у селі Тарасівка.
Станом на 1886 рік складалася з 10 поселень, 2 сільських громад. Населення — 6251 особа (3054 чоловічої статі та 3197 — жіночої), 1051  дворових господарство.
|                     | Площа, десятин | У тому числі орної, дес. |
| ------------------- | -------------- | ------------------------ |
| Сільських громад    | 4727           | 3483                     |
| Приватної власності | 2911           | 2530                     |
| Іншої власності     | 86             | 70                       |
| Загалом             | 7724           | 6083                     |

Поселення волості:
- Тарасівка — колишнє власницьке село за 10 верст від повітового міста, 2400 особи, 461 двір, православна церква, каплиця, школа, 2 постоялих будинки, базари, 22 вітряних млини.
- Боровиков — колишній власницький хутір при урочищі Турському, 505 осіб, 75 дворів, школа, 3 вітряних млини.
- Демков — колишній власницький хутір при безіменній річці, 50 осіб, 17 дворів, школа, вітряний млин.
- Кирилівка (Керелівка) — колишнє власницьке село, 2030 осіб, 336 дворів, православна церква, школа, 2 постоялих будинки, базари, 8 вітряних млини.
- Кумпанів — колишній власницький хутір при урочищі Запеліному, 510 осіб, 79 дворів, 3 вітряних млини.

Старшинами волості були:
- 1909—1915 роках — Опанас Мартинович Яцун[2],[3],[4],[5],[6].